# Pseudantechinus woolleyae
Pseudantechinus woolleyae är en pungdjursart som beskrevs av Darrell J. Kitchener och Caputi 1988. Pseudantechinus woolleyae ingår i släktet Pseudantechinus och familjen rovpungdjur. IUCN kategoriserar arten globalt som livskraftig. Inga underarter finns listade. Artepitet i det vetenskapliga namnet hedrar zoologen Patricia Woolley. Hon forskar om rovpungdjur vid Australian Museum.
Pungdjuret förekommer i västra Australien. Arten vistas där i klippiga områden som är täckta av olikartad växtlighet.